# Țukurî, Kahovka
Țukurî (în ucraineană Цукури) este un sat în comuna Kameanka din raionul Kahovka, regiunea Herson, Ucraina.

## Demografie
Componența lingvistică a localității Țukurî
     Ucraineană (88,88%)
     Rusă (10,15%)
     Alte limbi (0,24%)
Conform recensământului din 2001, majoritatea populației localității Țukurî era vorbitoare de ucraineană (88,88%), existând în minoritate și vorbitori de rusă (10,15%).